# لوسيفيرا
لوسيفيرا هي بلدة إيطالية تقع في مقاطعة أوديني في إقليم فريولي فينيتسيا جوليا.